# Felskuppelgräber von Palmela

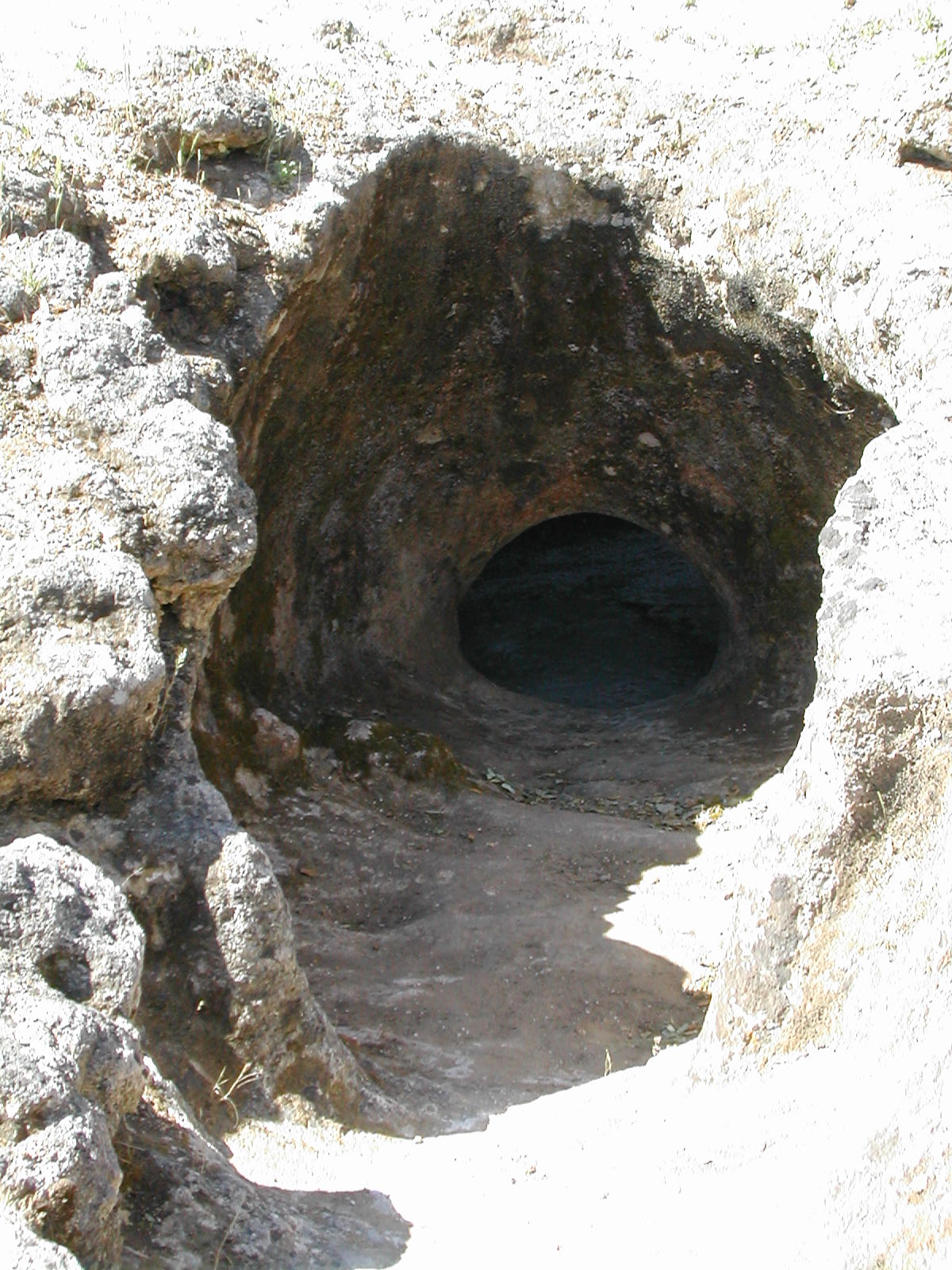
Blick in eine der Kammern

Die Felskuppelgräber von Palmela (auch Casal do Pardo oder Quinta do Anjo genannt) in Portugal liegen etwa 200 m südöstlich der Kirche von Aldeia de Cima eines Vorortes von Quinta do Anjo in der Região de Lisboa.
Felskuppelgräber (port. Grutas artificiais) sind kuppelförmige Kollektivgräber mit Gang, die Nachahmungen der aus natürlichem Fels herausgearbeiteten Felsengräber darstellen. Sie waren auf der Iberischen Halbinsel während des Übergangs von der Kupfer- zur Bronzezeit in Gebrauch.

## Beschreibung
Bei Palmela liegen an einer Felskante vier jeweils unterschiedlich ausgerichtete Felskuppelgräber in einer Reihe. Es ist unbekannt, wann die Gräber entdeckt oder zum ersten Mal untersucht wurden. Eine Grabung fand zwischen 1876 und 1878 unter Leitung von "C. Ribeiro" statt. Im Jahre 1906 führte "A. J. Marques da Costa" Grabungen durch, bei denen vor allem die Gänge untersucht wurden. Die Gräber ähneln denen von Alapraia, sind aber teilweise besser erhalten. Durch einen Gang gelangt man in eine blasenförmige Vorkammer und von dort in die, im Grundriss, mehr oder weniger runde Hauptkammer. Die Räume sind aus dem anstehenden Kalkstein herausgearbeitet. Die Kammern sind kuppelartige Räume, die in der Regel oben mittig ein rundes Loch haben, das ursprünglich mit einer großen Steinplatte verschlossen war.

## Gruta 1
Grab 1 (Gruta 1) hatte bei der Ausgrabung 1906 eine Gesamtlänge von 9,75 m, der Durchmesser der ovalen Kammer beträgt 5,5 m (längs) und 4,7 m (quer). Die Höhe der Kuppelmitte beträgt 2,3 m.

## Gruta 2
Grab 2 (Gruta 2) war bei der Ausgrabungen 11,5 m lang, Der Durchmesser der nahezu runden Kammer beträgt 4,5 m (längs) und 4,6 m (quer). Die Höhe der Kuppelmitte misst 2,0 m.

## Gruta 3
Grab 3 (Gruta 3), ist durch einen älteren Steinbruch gestört und war bis zu einer Gesamtlänge von etwa 9,0 m erhalten. Der Durchmesser der Grabkammer beträgt in der Längsachse 5,0 und in der Querachse 5,3 m. Für die ehemalige Kuppelmitte lässt sich eine Höhe von etwa 2,5 m schätzen.

## Gruta 4
Grab 4 (Gruta 4) ist am schlechtesten erhalten, der Gang und ein Teil der Vorkammer sind zerstört. Der Durchmesser der Kammer beträgt 4,1 m (längs) und 4,7 m (quer).
Die Gräber zeichnen sich durch reiche Grabinventare aus. Neben Funden der älteren überwiegen die Funde aus der jüngeren Kupferzeit mit Keramik der Glockenbecherkultur, darunter größere Schalen mit verdickten, verzierten Rändern, die als Palmela-Schalen bezeichnet werden. Palmela-Spitzen eine Form, die in der jüngeren Kupferzeit auf der gesamten Iberischen Halbinsel vorkommt, sind kupferne Lanzen- bzw. größere Pfeilspitzen in Form von Lorbeerblättern, die hier zum ersten Mal entdeckt wurden.
Die Funde aus den Kuppelgräbern liegen in Museen in Lissabon.
Andere wichtige Fundorte sind Alapraia in Portugal und Alcaide in Spanien.